# HD 101391
HD 101391，又名BD+58 1331，SAO 28093、HR 4493，是一颗恒星，视星等为6.37，位于銀經140.07，銀緯56.73，其B1900.0坐标为赤經11h 34m 59.2s，赤緯+58° 56.73′ 27″。